# Рейнольдс (Іллінойс)
Рейнольдс (англ. Reynolds) — селище (англ. village) в США, в округах Рок-Айленд і Мерсер штату Іллінойс. Населення — 498 осіб (2020).

## Географія
Рейнольдс розташований за координатами 41°19′55″ пн. ш. 90°40′20″ зх. д. / 41.33194° пн. ш. 90.67222° зх. д. (41.331901, -90.672145).  За даними Бюро перепису населення США в 2010 році селище мало площу 0,96 км², уся площа — суходіл.

## Демографія
Згідно з переписом 2010 року, у селищі мешкало 539 осіб у 211 домогосподарстві у складі 155 родин. Густота населення становила 560 осіб/км².  Було 225 помешкань (234/км²).
Расовий склад населення:
| - 98,0 % — білих |

До двох чи більше рас належало 1,3 %. Частка іспаномовних становила 1,9 % від усіх жителів.
За віковим діапазоном населення розподілялося таким чином: 28,6 % — особи молодші 18 років, 56,9 % — особи у віці 18—64 років, 14,5 % — особи у віці 65 років та старші. Медіана віку мешканця становила 37,7 року. На 100 осіб жіночої статі у селищі припадало 102,6 чоловіків;  на 100 жінок у віці від 18 років та старших — 102,6 чоловіків також старших 18 років.
Середній дохід на одне домашнє господарство  становив 56 921 долар США (медіана — 52 813), а середній дохід на одну сім'ю — 60 695 доларів (медіана — 56 042). Медіана доходів становила 47 404 долари для чоловіків та 35 893 долари для жінок. За межею бідності перебувало 23,3 % осіб, у тому числі 51,6 % дітей у віці до 18 років та 2,3 % осіб у віці 65 років та старших.
Цивільне працевлаштоване населення становило 205 осіб. Основні галузі зайнятості: освіта, охорона здоров'я та соціальна допомога — 26,3 %, транспорт — 11,7 %, роздрібна торгівля — 10,7 %, виробництво — 10,7 %.